# David Nadien
David Nadien (12 tháng 3 năm 1926 - 28 tháng 5 năm 2014) là một giáo viên và nghệ sĩ vĩ cầm chuyên nghiệp người Mỹ. Ông là concertmaster của New York Philharmonic từ năm 1966 đến năm 1970. Phong cách biểu diễn của ông thường được nhận định là "đặc trưng bởi độ rung nhanh, âm thanh chuyển động dễ nghe và khả năng điều khiển cao độ tuyệt vời, thường được so sánh với Jascha Heifetz", người được coi là nghệ sĩ vĩ cầm thành công nhất mọi thời đại.

## Cuộc đời và sự nghiệp
David Nadien sinh ra ở Brooklyn, New York, vào ngày 12 tháng 3 năm 1926. Ông là con trai của George Nadien, người Nga gốc Do Thái và Bertha Zwart, người phụ nữ Do Thái gốc Hà Lan. Cha của ông là một võ sĩ quyền anh hoạt động địa phương có tên họ là "Vanderbilt." Ông bắt đầu học violin với cha mình, sau đó là ở Trường Âm nhạc Mannes. David cũng theo học tại trường Juilliard. Các giáo viên của ông có thể kể đến như Adolfo Betti, Demetrius Constantine Dounis, Adolf Busch và Ivan Galamian. Khi 18 tuổi, ông gia nhập Quân đội Hoa Kỳ và biểu diễn cho Dàn nhạc Lực lượng Dịch vụ Quân đội theo sự giới thiệu của nghệ sĩ độc tấy chính của Dàn nhạc Philadelphia Sol, Schoenbach, cũng là người đã phát hiện ra tài năng của ông.
Ông ra mắt trong buổi hòa nhạc đầu tiên của mình với dàn nhạc giao hưởng New York ở tuổi 14, và ở tuổi 20 đã giành được Giải thưởng Leventritt được đánh giá bởi một hội đồng giám khảo bao gồm Arturo Toscanini. Sau đó, ông chủ yếu làm việc với tư cách là một nhạc sĩ phòng thu tự do cho đến năm 1966, khi ông được mời đến thử trình độ và cuối cùng được Leonard Bernstein lựa chọn để thay thế John Corigliano, cha của nhà soạn nhạc đã nghỉ hưu. David trở thành nhạc trưởng những buổi hòa nhạc của dàn nhạc giao hưởng New York. Mặc dù có ít kinh nghiệm chơi dàn nhạc, nhưng Bernstein đã ca ngợi kỹ năng thị tấu sắc bén của ông và gọi ông là "một nghệ sĩ vĩ cầm phi thường." David rời dàn nhạc vào năm 1970 và tiếp tục công việc phòng thu ở New York, nơi ông thu âm cho các nghệ sĩ như Bette Midler, Billy Joel, Chaka Khan, Don McLean, Nina Simone, Sinead O'Connor và Tony Bennett. Là một giáo viên vĩ cầm, ông làm việc tại Đại học Âm nhạc Mannes và tự đào tạo riêng.
Nadien sở hữu cây vĩ cầm "Prince of Orange, Wald, Hoffmann" do Guarneri del Gesù chế tạo vào khoảng năm 1743.
Ông nổi tiếng với các bản thu âm Quyển 1 đến Quyển 4 của phương pháp Suzuki dành cho vĩ cầm.
Ông qua đời vì bệnh viêm phổi vào ngày 28 tháng 5 năm 2014, hưởng thọ 88 tuổi.

## Những bản thu âm chọn lọc
- Vivaldi: Bốn mùa - (Nghệ sĩ chính David Nadien; dàn nhạc Kapp Sinfonietta; Nghệ sĩ hạc Igor Kipnis; Nhạc trưởng Emanuel Vardi / Ghi chú lót bởi Igor Kipnis - LP 33rpm, Kapp KCL-9056 - 1960)[13]
- Những bản thu âm có tác phẩm chuyên nghiệp - có biểu diễn lại: Wieniawski, Scherzo Tarantelle Op.16 / Sarasate, Habanera Op.21 No.2 / Sarasate, Zapateado Op.23 No.2 / Paganini (arr. Kreisler), Caprice No.20 / F.M.Veracini, Largo / Kreisler, Praeludium and Allegro 'in the style of Pugnani' / Paganini, Moto perpetuo Op.11 / Sarasate, Caprice basque Op.24 / Kreisler, Recitative and Scherzo Caprice Op.6 -violin solo- / Vieuxtemps, Regrets Op.40 No.2 / Kreisler, Variations on a Theme by Corelli - (David Nadien, violin; Boris Barere, piano - LP 33rpm, Kapp KCL-9060 - 1961)
- Humoresque -  Dvořák (Kreisler biên soạn), Humoresque Op.101 No.7 / Massenet (M.P.Marsick biên soạn), Méditation de Thaïs / Mendelssohn (Heifetz biên soạn ), On Wings of Song Op.34 No.2 / Elgar, Salut d'amour Op.12 / Beethoven (Maud Powell biên soạn), Minuet in G WoO.10 No.2 / Drdla, Souvenir / Brahms, Waltz Op.39 No.15 / Schubert (Wilhelmj biên soạn), Ave Maria D.839 / Rubinstein (Auer biên soạn), Melodie cung Fa trưởng Op.3 No.1 / Raff, Cavatina Op.85 No.3 / Schubert (arr. Sitt), Serenade (Ständchen, No.4 from 'Schwanengesang' D.957) - (David Nadien, violin; Boris Barere, piano - LP 33rpm, Kapp KS-3342 (Kapp KL-1342, mono release) - 1963)
- Franck, Violin Sonata cung La trưởng/ Debussy, Violin Sonata cung Sol trưởng / Ravel, Pièce en forme de habanera / Fauré , Berceuse Op.16 - (David Nadien, violin; David Hancock, piano - LP 33rpm, Monitor MCS2017 - 1968)
- Prokofiev, Sonata cho 2 violinOp.56 - (Ruggiero Ricci, violin I; David Nadien, violin II - LP 33rpm, Decca DL710177 - 1970)